# John Langworthy Fuller
John Langworthy Fuller (Brandon, 22 de juliol de 1910 - Cambrigde, 8 de juny de 1992) va ser un biòleg estatunidenc i un dels pioners de la genètica de comportament. Fuller va ser un investigador del Jackson Laboratory (1947-1970) i professor de psicologia de la Universitat de Binghamton des de 1970 fins a la seva retirada en 1977.

## Treballs seleccionats

### Llibres
- John L. Fuller; W. R. Thompson Behavior Genetics (en anglès), 1960.
- John Paul Scott; John L. Fuller Genetics and the Social Behavior of the Dog (en anglès), 1965.
- John L. Fuller; W. R. Thompson Foundations of Behavior Genetics (en anglès), 1973.
- John L. Fuller; Edward C. Simmel Perspectives in Behavior Genetics (en anglès), 1986.